# Hégémon de Thasos
Pour les articles homonymes, voir Hégémon.
Hégémon de Thasos (Ἡγήμων ὁ Θάσιος) est un poète comique grec de la seconde moitié du Ve siècle av. J.-C. Il fleurissait à Athènes au moment de l’expédition de Sicile et apparait comme un protégé d’Alcibiade. Il s’était lui-même surnommé La Lentille.
Aristote le présente comme celui qui le premier composa des parodies, tandis que Polémon donne Hipponax pour le fondateur du genre, suivi par Épicharme, Cratinos et enfin Hégémon en quatrième. Ce genre consistait à parodier les sujets et la manière des poètes épiques, en employer leurs rythmes pour des sujets comiques. Si les pastiches des épopées existaient depuis longtemps (par exemple le Margitès ou La Guerre des Grenouilles et des Souris (Batrachomyomachia) attribués à Homère), elles sont cependant pour la première fois écrites pour la scène, présentées et couronnées lors des jeux. Imitateur talentueux, Hégémon était très apprécié de son public athénien et remporta plusieurs fois des prix aux Dionysies, en particulier avec une parodie intitulée La Gigantomachie. Seul Athénée nous a transmis un passage d’une de ses parodies restée anonyme.
Il ne négligeait pas pour autant la comédie traditionnelle et est présenté comme un membre de l’Ancienne Comédie. Athénée mentionne sa comédie Philinna, du nom d'une courtisane célèbre, à deux reprises et en cite quelques vers. 

## Éditions des fragments
- P. Brandt, Corpusculum poesis epicae Graecae ludibundae, T1, Teubner, 1888, p. 42-44.
- R. Kassel et C. Austin, Poetae Comici Graeci, T5, De Gruyter, 1986, p. 546-547.
- I.C. Storey, Fragments of old comedy, t. 2 : Diopeithes to Pherecrates, Loeb, 2011, p. 270-276.

## Sources
- Encyclopædia Britannica, Eleventh Edition
- Körte A., "Hegemon 3", in Pauly-Wissowa, T7.2, 1912, col. 2595-2596.